# A.G. Barr
A.G. Barr plc ist ein britischer Getränkehersteller mit Sitz in Cumbernauld, North Lanarkshire. Er produziert hauptsächlich Erfrischungsgetränke und Energy-Drinks und ist vor allem für die Herstellung des Getränks Irn-Bru bekannt. Das Portfolio umfasst verschiedene Marken wie Irn-Bru, Bundaberg (hergestellt in Lizenz für den britischen und irischen Markt), Barr Flavours, KA, D'N'B, OMJ!, Rubicon, Simply Fruity, Rubicon RAW, Strathmore, Snapple, Sun Exoti und Tizer.
Das Unternehmen ist an der Londoner Börse gelistet und Teil des FTSE 250 Index.

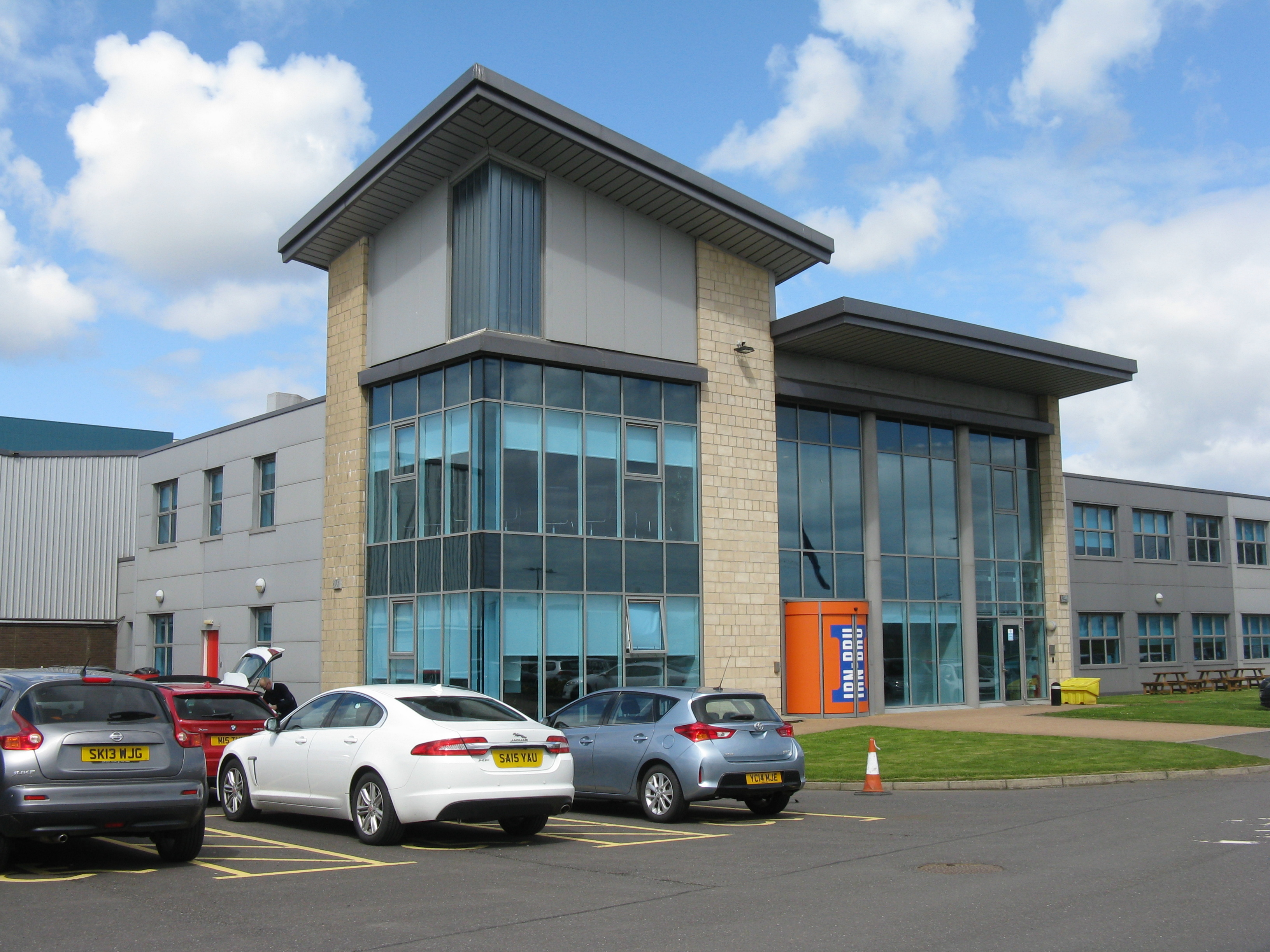
A.G.Barr Zentrale in Mollinsburn

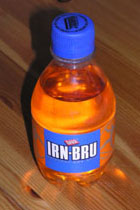
Irn-Bru

## Geschichte
Das Unternehmen wurde 1875 von Robert Barr in Falkirk gegründet. 1887 gründete sein Sohn Robert Fulton Barr eine Niederlassung des ursprünglichen Unternehmens in Glasgow. Im Jahr 1892 ging die Niederlassung in Glasgow an Andrew Greig Barr (daher der Name A.G. Barr) über, einen Bruder des Gründers der Niederlassung. Deren Produkte trugen den Namen AG Barr & Co. Im Jahr 1899 kreierten sie das Getränk Iron-Brew und führten es 1901 in den Markt ein. 1946 wurde der Name in Irn-Bru verkürzt und als Markenname eingetragen. In der Folgezeit wurde Irn-Bru das führende Erfrischungsgetränk in Schottland. Viele bekannte schottische Sportler bewarben das Produkt. 1954 trat das Unternehmen mit der Übernahme der Firma John Hollows, Bradford, in den englischen Markt ein.
Die Geschäftsbereiche Falkirk und Glasgow fusionierten 1959 und das Unternehmen wurde 1965 an der Londoner Börse notiert. 1972 erwarb A.G. Barr für 2,5 Mio. £ das Unternehmen Tizer. Im Jahr 1993 wurde ein neues Corporate Logo eingeführt. 1996 wurde eine neue Produktionsstätte in Cumbernauld eingeweiht. Im Jahr 2001 erwarb das Unternehmen Findlays Mineral Water. 2007 wurden die Produktionsstätten in Cumbernauld um ein Verteilzentrum erweitert und der Firmensitz wurde dorthin verlegt.
Im November 2012 war eine Fusion mit Britvic geplant. Damit wäre einer der größten Erfrischungsgetränkeunternehmen Europas geschaffen worden.  Die Fusion wurde im Juli 2013 abgesagt. Im Dezember 2022 wurde das Unternehmen Boost Drinks für 20 Millionen Pfund übernommen.
Nachdem Barr 2021 61,2 Prozent der MOMA Foods Limited, einem Hersteller von Hafermilch, erworben hatte, kaufte das Unternehmen im Dezember 2022 die restlichen Anteile in Höhe von 38,2 Prozent der MOMA.
2023 zog sich Robin Barr, Ur-Enkel des Gründers Robert Barr, aus dem Unternehmen zurück. Er hatte 31 Jahre lang von 1978 bis 2009 das Unternehmen als Vorsitzender geleitet, danach war er als Direktor in einer nicht geschäftsführenden Rolle tätig.
Im März 2024 kündigte das Unternehmen an, in Großbritannien fast 200 Stellen in Folge eine Umstrukturierung zu streichen. Im Zuge der Umstrukturierung plant das Unternehmen auch die Wassermarke Strathmore im Januar 2026 einzustellen.